# 旗帜颂
旗帜颂是一首中华人民共和国红色歌曲。“旗帜”象征中国共产党的领导。歌曲由阎肃作词，印青作曲，彭丽媛演唱。作品于2002年入围中国中央电视台中國音樂電視大賽。2009年，入选中宣部推荐100首爱国歌曲（第98首）。